# Asterias rubens
Asterias rubens là loài sao biển phổ biến nhất và quen thuộc ở phía đông Đại Tây Dương. Nó có năm cánh và thường phát triển đến chiềi dài giữa 10–30 cm, mặc dù mẫu vật lớn hơn (lên đến trên 52 cm) đã được biết đến.